# Nonagria pallida
Nonagria pallida är en fjärilsart som beskrevs av Barend J. Lempke 1965. Nonagria pallida ingår i släktet Nonagria och familjen nattflyn. Inga underarter finns listade i Catalogue of Life.